# Institut national des études territoriales
 (avril 2022).
 (octobre 2018).
Les informations dans cet article sont mal organisées, redondantes, ou il existe des sections bien trop longues. Structurez-le ou soumettez des propositions en page de discussion.
Avec le temps, il arrive que le contenu présent dans un article devienne désordonné. Il est souvent nécessaire de réorganiser l'article de fond en comble.
- Il faut tout d’abord répartir le contenu de l'article en plusieurs sections. Les informations doivent ensuite être exposées clairement et le plus synthétiquement possible, regroupées par sujet afin d'éviter les doublons. Quelqu'un cherchant une information précise doit pouvoir la trouver rapidement en lisant la section appropriée.
- À l'intérieur de chaque section, le texte, souvent initialement sous la forme de phrases éparses, doit être regroupé dans des paragraphes de quelques lignes, en assurant un enchaînement logique et une cohérence entre les phrases.
- Lorsque l'article ou l'une de ses sections développe trop longuement un point qui n'est pas dans le cœur du sujet traité, il convient de faire une synthèse et de transférer l'ancien contenu dans des articles plus appropriés (en cas de transfert, il faut impérativement respecter la procédure Aide:Scission).

Si vous pensez que ces points ont été résolus, vous pouvez retirer ce bandeau et améliorer le plan d'un autre article.
Pour les articles homonymes, voir INET.
Cet article possède un paronyme, voir Institut national spécialisé d'études territoriales.
L'Institut national des études territoriales (INET) est une grande école du service public. Elle est située à Strasbourg et est chargée de la formation initiale et continue des hauts fonctionnaires appartenant à la fonction publique territoriale et dirigeant les grandes collectivités territoriales et leurs établissements publics, hors Ville de Paris. Elle forme en particulier les administrateurs, les ingénieurs en chef, les conservateurs du patrimoine et les conservateurs de bibliothèque territoriaux. L'INET est un organisme du Centre national de la fonction publique territoriale (CNFPT). 

## Histoire
L'INET est l'héritier des écoles des cadres communaux, puis territoriaux, qui se sont succédé depuis le début du XXe siècle.

### École des hautes études urbaines et d’administration municipale (1919-1924)
Le conseil général de la Seine adopta, le 9 juillet 1919, le projet d'une école des hautes études urbaines (EHEU) conçu par le conseiller Henri Sellier en collaboration avec Marcel Poëte,. Un arrêté préfectoral de la Seine daté du 5 septembre 1919, institut, à compter d'octobre 1919, un "enseignement public des questions urbaines près de l'Institut d'histoire, de géographie et d'économie urbaines de la Ville de Paris". L'école des hautes études urbaines et d'administration municipale vise à former à la fois des constructeurs et des administrateurs de communes.
En 1922, l’enseignement de préparation aux carrières de secrétaire de mairie fait l’objet d’une section spéciale.

### École nationale d’administration municipale (ENAM) (1924-1980)
Le rattachement de l'EHEU à l'université de Paris sous le titre d'institut d'urbanisme, fut définitivement entériné par décret ministériel du 29 décembre 1924.
Sa section administrative prit le nom d'école nationale d’administration municipale (ENAM). Dès 1925, des cours par correspondance sont dispensés aux agents communaux en régions, et à partir de 1952, une section technique est ouverte. Le financement reste assuré par le conseil général de la Seine, ainsi que par le produit des inscriptions et des subventions de collectivités territoriales et de l’association des maires (AMF). L’ENAM est dirigée par : M. Bruggeman (1922) puis M. Lavedan (1950) avec M. Oualid. L’enseignement fondamental est assuré par des professeurs permanents.

#### CESAM
Les conférences de l’enseignement supérieur de l’administration communale (CESAM) sont régies par une association. Le CESAM a pour objet le perfectionnement des connaissances administratives, juridiques, techniques, des élus et des cadres administratifs ou techniques des communes et établissements publics communaux.

#### Réforme de l'ENAM
Cette section ne s'appuie pas, ou pas assez, sur des sources secondaires ou tertiaires indépendantes du sujet.

Pour l'améliorer, ajoutez-en, ou placez des modèles {{Source secondaire souhaitée}} ou {{Source secondaire nécessaire}} sur les passages mal sourcés. (février 2022)
Les effectifs des agents communaux augmentent et la loi n° 52-432 du 28 avril 1952 portant statut général du personnel des communes et des établissements publics communaux crée un statut général de la fonction publique communale fixant des règles de recrutement, d'avancement et de discipline communes à l'ensemble des agents communaux.
Des réformes de l’ENAM sont alors souhaitées. Ainsi, la commission nationale paritaire (CNP) du personnel communale (la CNP fut créé en 1957) prévoit un plan de formation du personnel communal et le président de la CNP, Vincent Bourrel, fait savoir qu’ : « Il y aurait donc le plus grand intérêt à ce que l’ENAM qui jouera un rôle déterminant dans la réalisation de ce projet homogène, soit associé aussi rapidement que possible aux efforts du Ministère de l’Intérieur et de la Commission ». (rapport Bourrel – juillet 1958).
Léopold Billaud, secrétaire général de la mairie de Tours (1953-1985), président du syndicat national des secrétaires généraux des villes de France, précise le souhait de la profession : « En 1961, l’assemblée générale du Syndicat national des secrétaires généraux des Villes de France à Saint-Germain-en-Laye souligne sa volonté :
- de voir unifier la formation du personnel préalablement à l’entrée en fonction,
- de favoriser et de développer la promotion sociale par le perfectionnement des agents en fonctions ».

Un développement de la formation par la création de centres en province est souhaité par la profession et les élus. Mais les marges de manœuvre de l’ENAM, liée à l’université de Paris, restent étroites.
À la demande de la commission nationale paritaire et de l’assemblée des syndicats de communes pour le personnel et sous l’impulsion de quelques hommes, notamment Vincent Bourrel, Jean Hourticq et Pierre Poutout, la situation se débloque en 1962 par la création l’association nationale des études municipales (ANEM). Placée sous la présidence de Vincent Bourrel7, elle a pour tâche d'assurer un recrutement amélioré des agents communaux.
La loi du 13 juillet 1972, créé le centre de formation des personnels communaux (CFPC) (qui devient en 1987 centre national de la fonction publique territoriale (CNFPT)), qui succède à l'ANEM et intègre l'ENAM[réf. à confirmer].
En 1980, l’ENAM se transforme en un centre universitaire régional d'études municipales (CUREM) du CFPC, rattaché à l’université de Paris-Dauphine.

### Centre supérieur de perfectionnement des personnels des collectivités locales (1967-1984)
En octobre 1967, l'ANEM ouvre le centre supérieur de perfectionnement des personnels des collectivités locales, à Orléans pour l’accueil de cadres, tant administratifs que techniques.

### Centre de formation des cadres supérieurs territoriaux  (1984-1994)
La fonction publique territoriale est créée par la loi n° 84-53 du 26 janvier 1984.
Alors succède au centre supérieur de perfectionnement des personnels des collectivités locales, en 1984, après une vaste enquête auprès des cadres des collectivités territoriales, le centre de formation des cadres supérieurs territoriaux, qui ouvre ses portes à Fontainebleau.

### Institut des études supérieures de la fonction publique territoriale (IESFPT) (1994-1998)
Le centre de formation des cadres supérieurs territoriaux a pris, en 1994, le nom d'institut des études supérieures de la fonction publique territoriale (IESFPT). L'institut déménage en 1997 pour s'implanter à Strasbourg au 5 rue du Parchemin.

### Institut national des études territoriales (INET) (1998-...)
En 1997, l'institut des études supérieures de la fonction publique territoriale (IESFPT) s'installe à Strasbourg.
L'institut change de nom, en 1998, pour devenir l'institut national des études territoriales (INET).
En juillet 2016, l'INET a déménagé dans de nouveaux locaux au 1 rue Edmond Michelet à Strasbourg. Annick Girardin, ministre de la Fonction publique, a inauguré l'INET le 1er septembre 2016.
Un nouveau projet d’établissement est voté pour la période 2023-2027 le 28/06/2023,, par le conseil d’administration du CNFPT.

## Organisation de l'institut

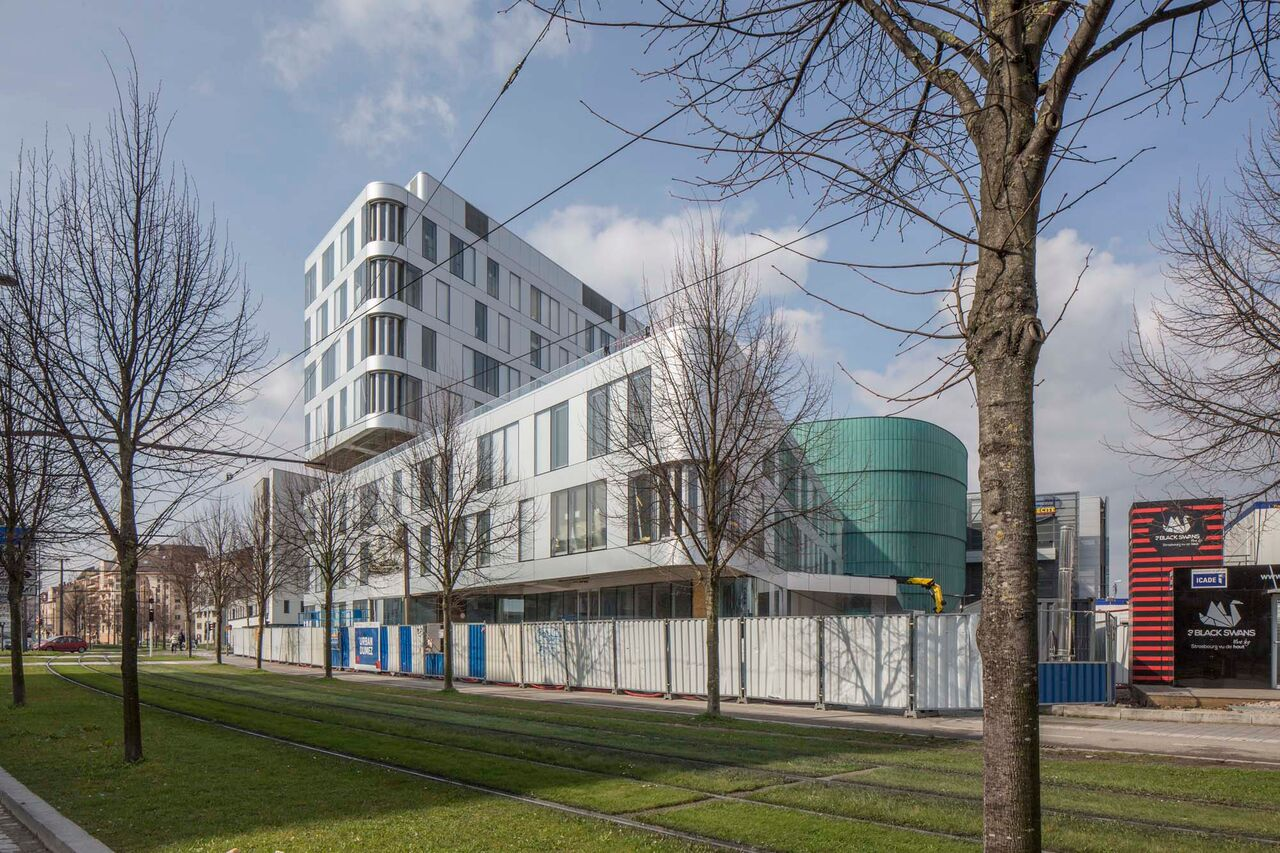
Entrée de l'INET, 1 rue Edmond Michelet à Strasbourg.

### Présidence et direction
L'INET est un organisme du CNFPT.
L'INET est dirigé par Belkacem Mehaddi depuis le 1er octobre 2022. Directeur de cet Institut, il est également directeur général adjoint du CNFPT. Nommé par le président du CNFPT, il est placé sous l'autorité hiérarchique du directeur général du CNFPT.

### Liste des directeurs de l'INET
Cette section ne s'appuie pas, ou pas assez, sur des sources secondaires ou tertiaires indépendantes du sujet.

Pour l'améliorer, ajoutez-en, ou placez des modèles {{Source secondaire souhaitée}} ou {{Source secondaire nécessaire}} sur les passages mal sourcés. (décembre 2022)
- Belkacem Mehaddi[18] depuis le 1er octobre 2022, ancien élève de l'INET, promotion Galilée, (2008-2009), administrateur territorial.
- Franck Périnet, du 1er octobre 2019 au 1er octobre 2022, ancien élève de l’INET, promotion Jean Vilar (2001-2002), administrateur territorial.
- Véronique Robitaillie[19], de septembre 2014 à septembre 2019, ancienne élève de l’INET, promotion Jean Vilar (2001-2002), administratrice territoriale.
- Jean-Marc Legrand, de mars 2010 à septembre 2014, premier directeur ancien élève de l'INET, issu de la première promotion « Paris Locaux » (1990).
- Marion Bertrand, en intérim de 2008 à décembre 2009[20].
- Gilles Da Costa, de 2005 à 2008[20], ingénieur en chef de classe exceptionnelle.
- Roger Morin, de 2002 à 2005.
- Jean-Marc Duez, de 1997 à 2002.

## Formation
L'INET forme les cadres supérieurs et cadres supérieurs en devenir des grandes collectivités territoriales et de leurs établissements publics.
Elle organise la formation initiale des lauréats des concours d'administrateur territorial, de conservateur territorial de bibliothèques, de  conservateur territorial du patrimoine et d'ingénieur en chef territorial.
Elle assure également la formation continue des hauts fonctionnaires territoriaux en poste provenant de toutes filières : administrative, technique, culturelle, médico-sociale...

### Formations initiales d'application des élèves de l'INET
L’INET assure la formation initiale des élèves administrateurs territoriaux, des élèves conservateurs territoriaux de bibliothèques, des élèves conservateurs territoriaux du patrimoine et, à partir d'octobre 2017, des élèves ingénieurs en chef territoriaux.
Certaines des formations sont conjointes entre filières de l'INET, les élèves de l'ENA des cadres territoriaux en poste.

#### Formation initiale des élèves administrateurs territoriaux
La formation initiale des élèves administrateurs territoriaux est de 18 mois dont plus de la moitié est effectuée sous forme de stages.

##### Concours
Les concours (externe, interne et troisième concours) de recrutement des administrateurs territoriaux sont organisés par le Centre national de la fonction publique territoriale (CNFPT)18.
Le concours externe est ouvert aux candidats titulaires de l'un des diplômes requis pour se présenter au concours externe d'accès à l'École nationale d'administration",. En 2013, 269 étaient présents à la dernière épreuve et 21 ont finalement été admis, soit un taux de sélectivité de 12,8.
Le concours interne est ouvert aux fonctionnaires et agents publics ainsi qu'aux agents en fonction dans une organisation internationale intergouvernementale", justifiant de quatre ans au moins de services publics effectifs. En 2013, 238 étaient présents à la dernière épreuve et 26 ont été admis, soit un taux de sélectivité de 8,9;
Le troisième concours est ouvert aux candidats justifiant de l'exercice, pendant une durée de huit années au moins, d'une ou de plusieurs activités professionnelles, d'un ou de plusieurs mandats de membre d'une assemblée élue d'une collectivité territoriale ou d'une ou plusieurs activités accomplies en qualité de responsable d'une association.
Depuis 2021, un concours externe spécial (dit concours « Talents ») est ouvert aux candidats remplissant certaines conditions de diplôme, ressources et parcours. Cette voie d’accès vise à « favoriser l'égalité des chances et la diversification du recrutement dans la fonction publique ».  Les candidats à ce concours doivent avoir suivi un cycle de formation préparatoire aux concours de la fonction publique : la liste de ces formations est fixée par arrêté.

##### Promotions
Depuis la première promotion d'élèves administrateurs territoriaux ("Paris locaux" en 1990), 1 165 élèves administrateurs, environ, ont été formés.
| Promotions d'élèves administrateurs territoriaux | Concours externe | Concours interne | Troisième concours | Total |
| ------------------------------------------------ | ---------------- | ---------------- | ------------------ | ----- |
| Paris locaux 1990 (1990-)                        | 6                | 6                | -                  | 12    |
| Félicité de Lamennais (1992-1993)                | 6                | 6                | -                  | 12    |
| Gaston Defferre (1993-1994)                      | 6                | 6                | -                  | 12    |
| François Mauriac (1995-)                         | 10               | 10               | -                  | 20    |
| À l'échelle humaine (1997-1998)                  | 10               | 10               | -                  | 20    |
| François Rabelais (1998-1999)                    | 10               | 10               | -                  | 20    |
| Mirabeau (1999-2000)                             | 15               | 15               | -                  | 30    |
| Louise Weiss (2000-2001)                         | 20               | 20               | -                  | 40    |
| Jean Vilar (2001-2002)                           | 20               | 20               | -                  | 40    |
| Terres des Hommes (2002-2003)                    | 24               | 25               | -                  | 49    |
| Olympe de Gouges (2003-2004)                     | 25               | 25               | -                  | 50    |
| Vercors (2004-2005)                              | 23               | 22               | 5                  | 50    |
| Cervantes (2005-2006)                            | 27               | 27               | 6                  | 60    |
| Théodore Monod (2006-2007)                       | 27               | 27               | 6                  | 60    |
| Lucie Aubrac (2007-2008)                         | 27               | 27               | 6                  | 60    |
| Galilée (2008-2009)                              | 29               | 29               | 7                  | 65    |
| Aimé Césaire (2009-2010)                         | 32               | 31               | 7                  | 70    |
| Robert Schuman (2010-2011)                       | 30               | 29               | 6                  | 65    |
| Salvador Allende (2011-2012)                     | 30               | 29               | 5                  | 64    |
| Paul Éluard (2012-2013)                          | 30               | 29               | 6                  | 65    |
| Simone de Beauvoir (2013-2014)                   | 30               | 26               | 6                  | 62    |
| Václav Havel (2014-2015)                         | 27               | 20               | 4                  | 51    |
| Hannah Arendt (2015-2016)                        | 17               | 27               | 5                  | 49    |
| Léo Lagrange (2016-2017)                         | 20               | 25               | 4                  | 49    |
| Nina Simone (2017-2018)                          | 20               | 23               | 3                  | 46    |
| Gaston Monnerville (2018-2019)                   | 21               | 20               | 3                  | 44    |
| George Sand (2019-2020)                          | 23               | 18               | 2                  | 43    |
| Abbé Pierre (2020-2021)                          | 24               | 13               | 4                  | 41    |
| Gisèle Halimi (2021-2022)                        | 13               | 15               | 2                  | 30    |
| Georges Brassens (2022-2023)                     | 26               | 13               | 2                  | 41    |
| Hubertine Auclert (2023-2024)                    | 28               | 17               | 2                  | 47    |
| Gerty Archimède (2024-2025)                      | 26               | 16               | 4                  | 46    |
| Jacqueline de Chambrun (2025-2026)               | 28               | 22               | 4                  | 54    |

#### Formation des élèves conservateurs territoriaux de bibliothèques

##### Débouchés
À la sortie de l'INET, les élèves conservateurs territoriaux de bibliothèques sont inscrits sur une liste d'aptitude. Cette inscription est nécessaire pour pouvoir postuler sur les différents postes vacants correspondant aux emplois du cadre d'emploi des conservateurs territoriaux de bibliothèque.

##### Promotions
| Promotions conservateurs territoriaux de bibliothèque | Concours externe | Concours interne | Total |
| ----------------------------------------------------- | ---------------- | ---------------- | ----- |
| (2003)                                                | 8                | 2                | 10    |
| (2004)                                                | 8                | 2                | 10    |
| Georges Perec (2005-2006)                             | 8                | 2                | 10    |
| Flora Tristan (2006-2007)                             | 8                | 2                | 10    |
| Jean-Pierre Vernant (2007-2008)                       | 18               | 6                | 24    |
| Albert Londres (2008-2009)                            | 18               | 6                | 24    |
| Pierre Desproges (2009-2010)                          | 18               | 6                | 24    |
| Averroès (2010-2011)                                  | 18               | 6                | 24    |
| Boris Vian (2011-2012)                                | 18               | 6                | 24    |
| Rosa Luxemburg (2012-2013)                            | 15               | 6                | 21    |
| Ada Byron (2013-2014)                                 | 16               | 8                | 24    |
| George Orwell (2014-2015)                             | 12               | 6                | 18    |
| Cabu (2015-2016)                                      | 9                | 7                | 16    |
| Fraternité (2016-2017)                                | 8                | 8                | 16    |
| Gerda Taro et Robert Capa (2017-2018)                 | 11               | 5                | 16    |
| Méditerranée (2018-2019)                              | 10               | 5                | 15    |
| Alan Turing (2019-2020)                               | 10               | 6                | 16    |
| Toni Morrison (2020-2021)                             | 11               | 5                | 16    |
| Tomi Ungerer (2021-2022)                              | 12               | 6                | 18    |
| Marguerite Yourcenar (2022-2023)                      | 8                | 7                | 15    |
| Art Spiegelman (2023-2024)                            | 13               | 4                | 17    |
| Assia Djebar (2024-2025)                              | 12               | 8                | 20    |
| Anita Conti (2025-2026)                               | 11               | 7                | 18    |

#### Formation des élèves conservateurs territoriaux du patrimoine

##### Débouchés
À la sortie de l'INET, les élèves conservateurs territoriaux du patrimoine sont inscrits sur une liste d'aptitude. Cette inscription est nécessaire pour pouvoir postuler sur les différents postes vacants correspondant aux emplois du cadre d'emploi des conservateurs territoriaux du patrimoine.

##### Promotions
| Promotions conservateurs territoriaux du patrimoine | Concours externe | Concours interne | Total |
| --------------------------------------------------- | ---------------- | ---------------- | ----- |
| Orphée (2001)                                       | 11               | 2                | 13    |
| Hiéronymus Bosch (2002)                             | 11               | 2                | 13    |
| Jacques Tati (2003)                                 | 11               | 2                | 13    |
| Niki de Saint Phalle (2004-2006)                    | 14               | 1                | 15    |
| Georges Meliès (2005-2007)                          | 10               | 2                | 12    |
| Erik Satie (2006-2007)                              | 11               | 2                | 13    |
| Saint-John Perse (2007-2008)                        | 9                | 1                | 10    |
| Umberto Eco (2008-2009)                             | 9                | 1                | 10    |
| Claude Lévi-Strauss (2009-2010)                     | 9                | 1                | 10    |
| Henry Jones Jr. alias Indiana Jones (2010-2011)     | 9                | 1                | 10    |
| Germaine Tillion (2011-2012)                        | 9                | 1                | 10    |
| Rose Valland (2012-2013)                            | 16               | 6                | 22    |
| Oscar Wilde (2013-2014)                             | 13               | 7                | 20    |
| Louise Michel (2014-2015)                           | 7                | 4                | 11    |
| Honoré Daumier (2015-2016)                          | 7                | 4                | 11    |
| Joséphine Baker (2016-2017)                         | 4                | 5                | 9     |
| Prosper Mérimée (2017-2018)                         | 3                | 5                | 8     |
| Sarah Bernhardt (2018-2019)                         | 8                | 3                | 11    |
| Hugo Pratt (2019-2020)                              | 10               | 6                | 16    |
| Brigitte Lainé (2020-2021)                          | 11               | 7                | 18    |
| Daniel Cordier (2021-2022)                          | 12               | 5                | 17    |
| Michelle Perrot (2022-2023)                         | 14               | 6                | 20    |
| Magdeleine Hours (2023-2024)                        | 14               | 7                | 21    |
| Champollion (2024-2025)                             | 14               | 7                | 21    |
| Rosa Bonheur (2025-2026)                            | 12               | 8                | 20    |

#### Formation des élèves ingénieurs en chef territoriaux
Le décret du 27 février 2016 créé le nouveau cadre d’emplois des ingénieurs en chef territoriaux distinct de celui des ingénieurs territoriaux, sur le modèle du cadre d'emplois d’administrateurs territoriaux pour la filière administrative. Le CNFPT assure l’organisation des concours externe, interne et de l’examen professionnel à partir de 2017. Les lauréats suivent une formation initiale d’application de douze mois dont une partie se déroule à l’INET.

##### Promotions
| Promotions ingénieurs en chef territoriaux | Concours externe | Concours interne | Total |
| ------------------------------------------ | ---------------- | ---------------- | ----- |
| Jules Verne (2017-2018)                    | 9                | 20               | 29    |
| Wangari Muta Maathai (2019-2020)           | 11               | 14               | 25    |
| Rachel Carson (2020-2021)                  | 6                | 17               | 23    |
| Hypatie d'Alexandrie (2021-2022)           | 9                | 10               | 19    |
| Antoine de Saint-Exupéry (2022-2023)       | 12               | 20               | 32    |
| Donella Meadows (2023-2024)                | 17               | 20               | 37    |
| Hubert Reeves (2024-2025)                  | 18               | 13               | 31    |

### Formation continue
Chaque cadre de direction de collectivité territoriale en poste peut venir se former à l'INET.